# Adrienne Power
Adrienne Power, född 11 december 1981, är en friidrottare från Kanada. Hon deltog vid olympiska sommarspelen 2008.